# ジョン・フィリップス (地質学者)

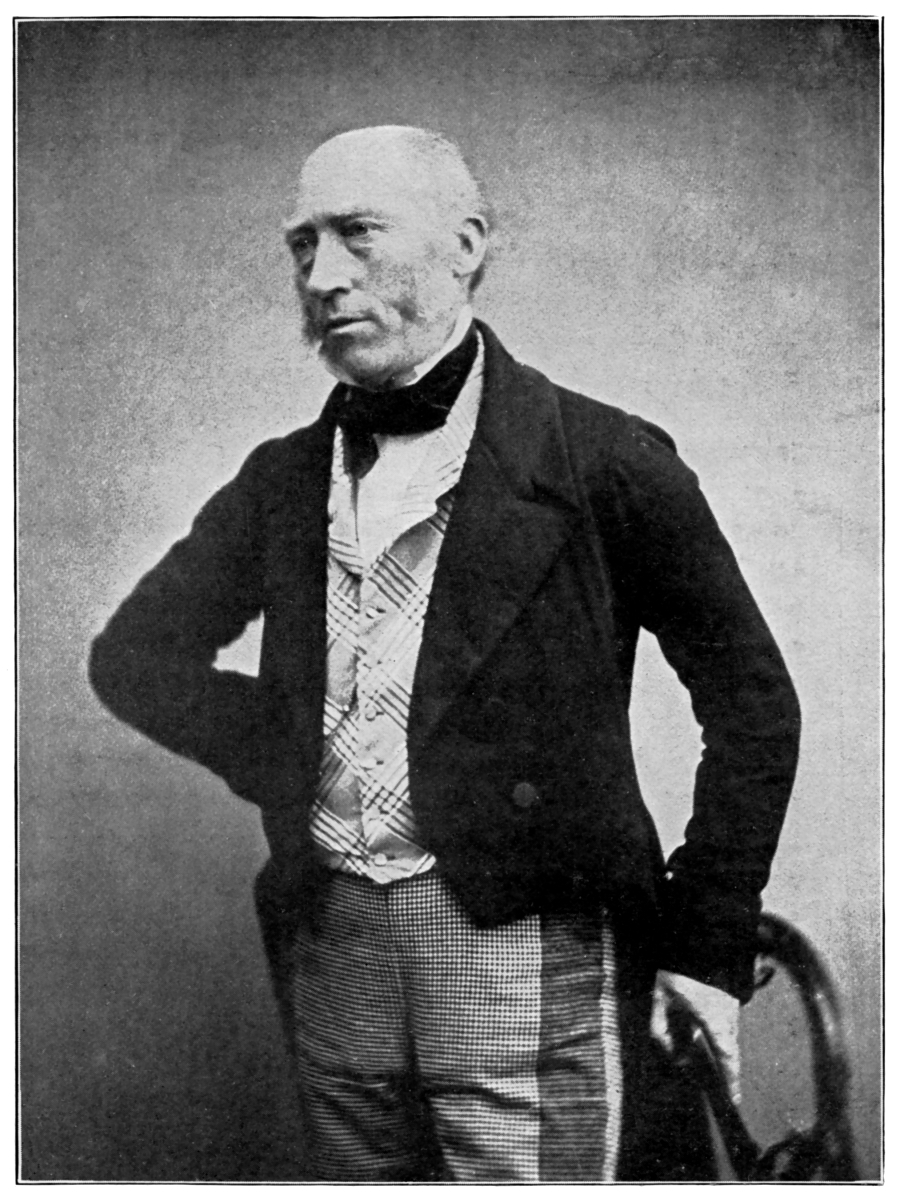
ジョン・フィリップス

ジョン・フィリップス（John Phillips、FRS、1800年12月25日 - 1874年4月24日）は、イギリスの地質学者。1841年に岩石層の化石の相関関係に基づき、最初の地球全体の地質時代を発表し、自身で考案した中生代(Mesozoic)という用語を含む用語の標準化に貢献した。

## 生涯・業績
ウィルトシャーのMarden生まれ。父は古くからのウェールズの家系の人であったが、徴税官としてイギリスで生活し著名なイギリスの地質学者であるウィリアム・スミスの姉妹と結婚した。フィリップスが子どものころに両親が亡くなり、親権はスミスが引き受け、1815年初めにスミスのロンドンの家に引き取られた。その後数年間はさまざまな学校に通い、伯父の地質調査と執筆活動を手伝った。ここでリトグラフィー（石の板から印刷すること）にも興味を持ち、イギリスで最初期にこの過程を実践し、1816年から1819年頃に実験を行っている。学校を終えた後は、地質図の作成に関連してスミスの放浪に同行した。1824年の春に地質学の講義を行うためにヨークに行くスミスに同行した。フィリップスはヨークシャーの主要な町で博物館を手配し、そこにあるコレクションに関する講義を行うという依頼を受け入れた。その後、ヨークに住むようになり、1826年にヨークシャー博物館の管理人やヨークシャー哲学協会の書記となった。
中心部から郡外の町に活動を広げ、1831年までにユニバーシティ・カレッジ・ロンドンを活動範囲に含めた。その年にヨークで英国科学振興協会(British Association for the Advancement of Science)が設立され、フィリップスは設立者の1人であった。1832年に初代次官補となり、1859年までその職を務めた。1834年にキングス・カレッジ・ロンドンで地質学の教授職に就いたが、ヨークでの職は続けた。
1834年に王立協会フェローに選出された。ダブリンとケンブリッジから法学博士(LL.D.)の名誉学位を取得し、オックスフォードからD.C.L.の名誉学位を取得した。また、1845年にはロンドン地質学会からウォラストン・メダルを授与された。1840年にヨーク博物館の責任者を辞任し、ヘンリー・デ・ラ・ビーチが管理するイギリスの地質調査のスタッフに任命された。デヴォン、コーンウォール、ウェストサマセットの古生代の化石の研究にしばらく時間を費やした(in 1841)。同年、発見された化石の種類に従って岩石層に順序をつけ、最初の地球全体の地質時代を発表した。これは古生代（以前使用されていたよりも長い期間を示す用語として使用した）と中生代（フィリップスが考案した）という用語の使用法を標準化するのに役立った。Malvern Hillsの地域を詳細に調査し、その詳細な説明をthe Memoirs of the Survey (1848)のvol. iiとして発表した。1844年にはトリニティ・カレッジ・ダブリンの地質学教授となった。

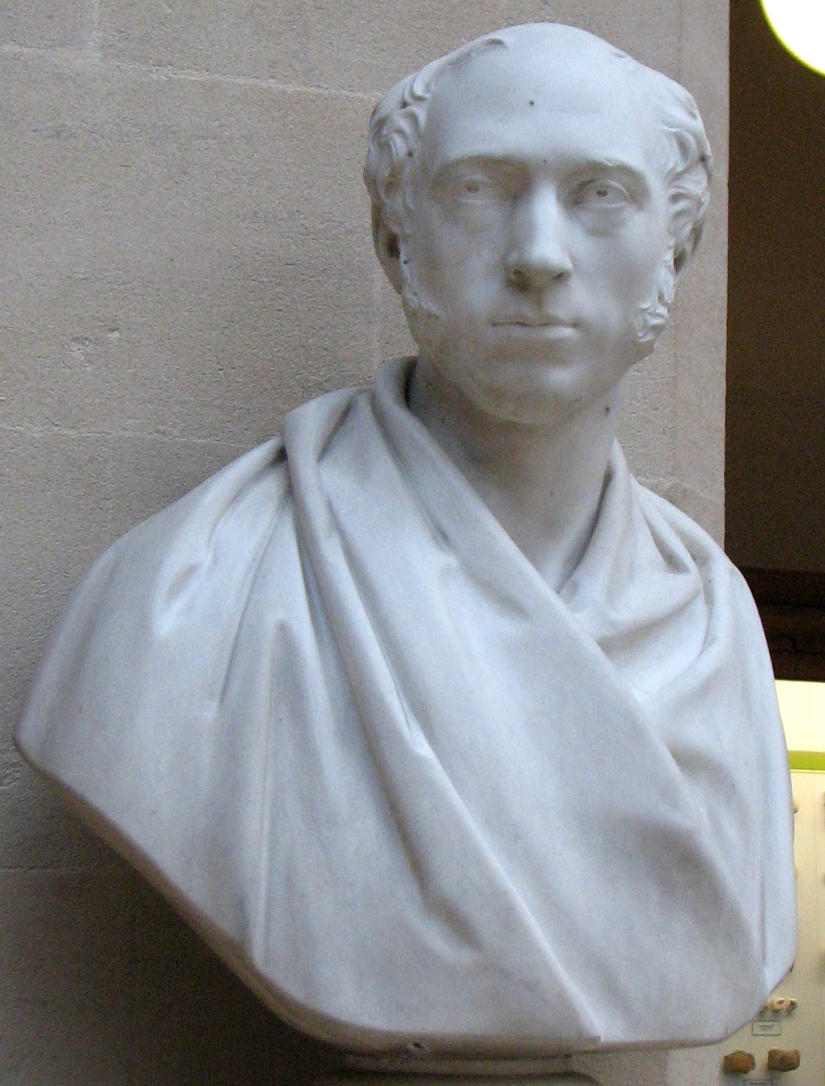
オックスフォード大学自然史博物館にあるジョン・フィリップスの胸像

9年後にオックスフォード大学のreadershipにおいてバックランド学部長の代理を務めていたヒュー・エドウィン・ストリックランドの死に伴い、フィリップスがその地位を引き継いだ。1856年にバックランドが死去すると、フィリップスはreaderとなり、死ぬまでその地位にあった。オックスフォードにいる間には、1859年に設立された大学博物館の設立と手配に主要な役割を果たした（Notices of Rocks and Fossils in the University Museum, 1863; and The Oxford Museum, by H. W. Acland and J. Ruskin, 1859; reprinted with additions 1893参照)。1854年から1870年までアシュモレアン博物館の館長も務めた。1859–1860年にはロンドン地質学会の会長を務め、1865年には英国協会の会長を務めた。1862年の衝において火星の天体観測を行った。
1874年4月23日、オール・ソウルズ・カレッジで食事をし、帰るときに足を滑らせ石の階段から落ちた。その翌日に亡くなり、ヨーク墓地で妹のアンと恩人のトマス・グレイの隣に埋葬された。
火星と月には名前がつけられたクレーターがある。

## 主な著作

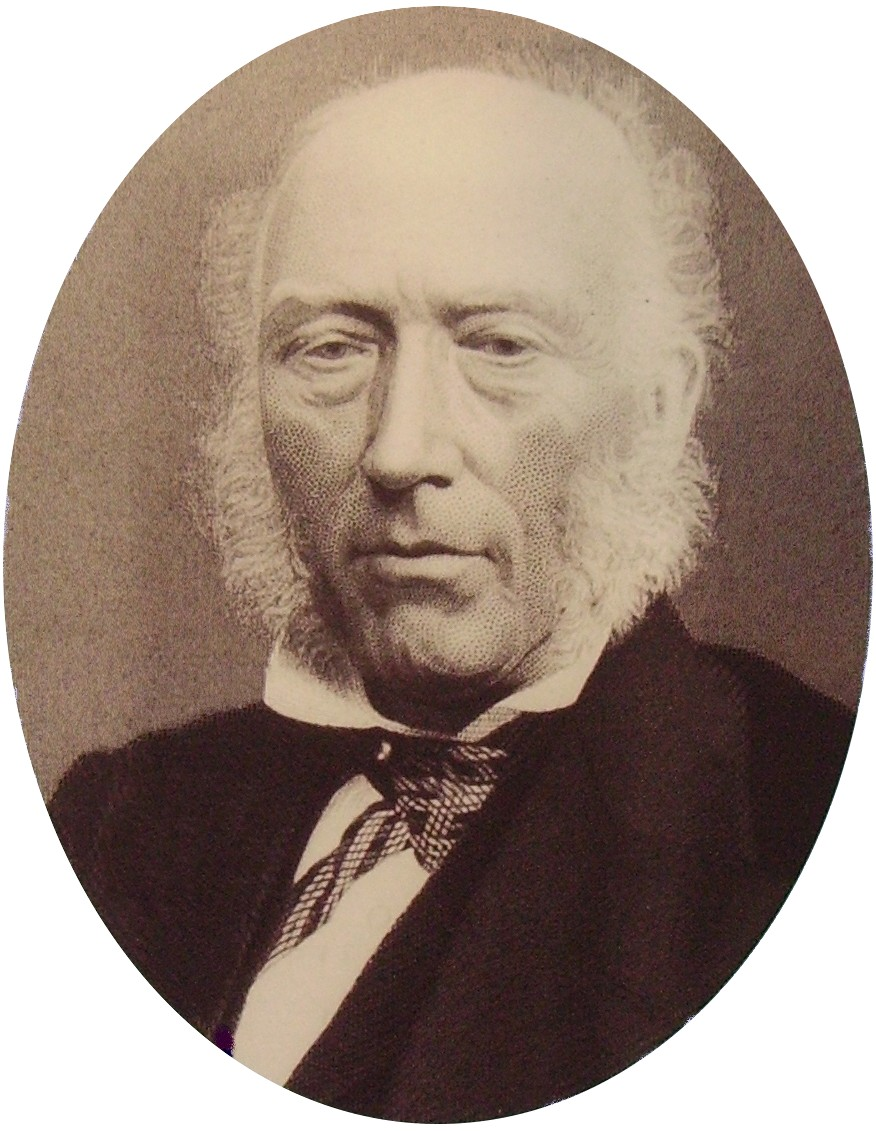
ポートレイト

- Illustrations of the Geology of Yorkshire (in two parts, 1829 and 1836; 2nd ed. of pt. 1 in 1835; 3rd ed., edited by R. Etheridge, in 1875) Part 1 & Part 2; Full text of the 1829 edition at Archive.org
- A Treatise on Geology (1837–1839); Vol I; Vol II
- Memoirs of William Smith (1844);
- The Rivers, Mountains and Sea-Coast of Yorkshire (1853);
- Manual of Geology, Practical and Theoretical Part I; Part II(1855);
- Life on the Earth: its Origin and Succession (1860);
- Vesuvius (1869);
- Geology of Oxford and the Valley of the Thames (1871).

## ブルー・プラーク

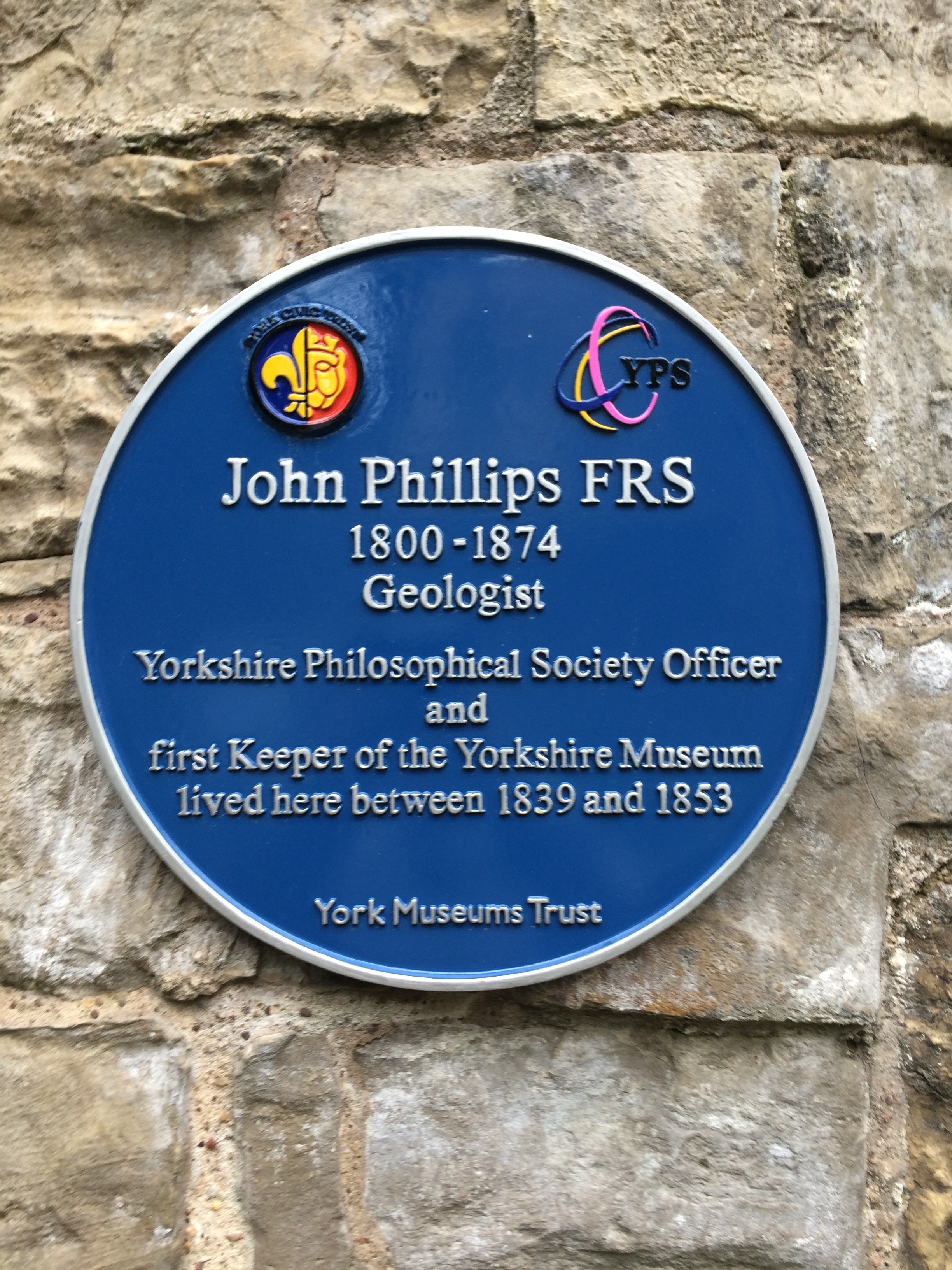
York Museum Gardensにあるジョン・フィリップスを記念したブルー・プラーク

2016年2月に、ジョン・フィリップスを記念したブルー・プラークが、フィリップスが19世紀半ばに住んでいたSt. Mary's Lodge (York Museum Gardensにある) の側に設置された。